# Brilon
Brilon (phát âm tiếng Đức: [ˈbʁiːlɔn]) là một thị xã ở bang Nordrhein-Westfalen, Đức. Thị xã thuộc huyện Hochsauerland.

## Đô thị giáp ranh
| - Bad Wünnenberg - Büren - Diemelsee - Marsberg | - Olsberg - Rüthen - Willingen |

### Các khu vực dân cư
Brilon bao gồm 17 khu dân cư: 
- Alme (1.273 dân)
- Altenbüren (1.453 dân)
- Bontkirchen (553 dân)
- Thị xã Brilon (14.513 dân)
- Brilon-Wald (595 dân)
- Esshoff (80 dân)
- Gudenhagen/Petersborn (1.273 dân)
- Hoppecke (1.330 dân)
- Madfeld (1.395 dân)
- Messinghausen (898 dân)
- Nehden (503 dân)
- Radlinghausen (129 dân)
- Rixen (143 dân)
- Rösenbeck (858 dân)
- Scharfenberg (1.533 dân)
- Thülen (1.088 dân)
- Wülfte (421 dân)

(Source of population figures: www.briloner-wirtschaft.de / As at: 31 tháng 12 2004)

## Đô thị kết nghĩa
- Hesdin (Pháp)
- Heusden-Zolder (Bỉ)
- Thurso (Scotland)
- Buckow (Brandenburg, Đức)